# Hint
|                     | Ohne Hinting | Mit Hinting |
| ------------------- | ------------ | ----------- |
| Ohne Antialiasing   |              |             |
| Mit Antialiasing    |              |             |
| Subpixel- Rendering |              |             |

Hinting ist ein Verfahren, bei dem Hinweise (englisch Hints) in Vektorfont-Schriftarten eingebettet werden, um die Darstellungsqualität von Texten auf Bildschirmen mit geringer Auflösung zu verbessern. Hints bewirken, dass die Umrisse der Schriftzeichen bei der Darstellung exakt an den Pixelkanten ausgerichtet werden, wodurch eine einheitliche und saubere Darstellung entsteht. Dabei wird in Kauf genommen, dass die Form der Zeichen, die Liniendicke und die Abstände zwischen den Zeichen verändert werden, so dass das typische Erscheinungsbild einer Schrift verloren gehen kann und verschiedene Schriften bei sehr kleinem Schriftgrad sehr ähnlich aussehen können, auch wenn diese bei größeren Schriftgraden deutlich voneinander abweichen.
Das Erstellen von Hints ist ein sehr aufwändiger Vorgang, der zur Erreichung bester Darstellungsqualität manuell durchgeführt wird. Viele kostenlose oder preisgünstige Schriften verfügen über kein Hinting oder nur ein von Schriften-Tools automatisch erzeugtes Hinting (Auto-Hinting).
Neben dem Hinting ist Antialiasing (mit oder ohne Subpixel-Rendering) eine weitere Methode, die Darstellung von Schriftarten zu verbessern. Hierbei bleibt die Form der Zeichen erhalten, die Schrift erscheint dadurch aber unscharf. Seit Windows Vista und Mac OS X ist bei den meisten Betriebssystemen eine Kombination aus Hinting mit Antialiasing und Subpixel-Rendering (unter Windows ClearType genannt) standardmäßig aktiviert, um eine bestmögliche Darstellungsqualität zu erreichen.